# Gare de Saint-Gervais-les-Bains-Le Fayet
Ne doit pas être confondu avec Gare de Saint-Gervais-les-Bains.
La gare de Saint-Gervais-les-Bains-Le Fayet est une gare ferroviaire française, terminus de la ligne de La Roche-sur-Foron à Saint-Gervais-les-Bains-Le Fayet et origine de la ligne de Saint-Gervais-les-Bains-Le Fayet à Vallorcine (frontière). Elle est située au Fayet, sur le territoire de commune de Saint-Gervais-les-Bains, dans le département de la Haute-Savoie, en région Auvergne-Rhône-Alpes.
Gare de la Société nationale des chemins de fer français (SNCF) elle est desservie par les trains de la ligne L3 du Léman Express, des TGV inOui et des trains TER Auvergne-Rhône-Alpes. Elle permet des correspondances avec le tramway du Mont-Blanc.

## Situation ferroviaire
Établie à 581 mètres d'altitude, la gare de Saint-Gervais-les-Bains-Le Fayet est le terminus de la ligne de La Roche-sur-Foron à Saint-Gervais-les-Bains-Le Fayet, après la gare ouverte de Sallanches - Combloux - Megève. C'est une gare d'échange, origine de la ligne à voie métrique de Saint-Gervais-les-Bains-Le Fayet à Vallorcine (frontière), avant la gare de Chedde.
Elle abrite également la gare de départ de la ligne à crémaillère du tramway du Mont-Blanc de la Compagnie du Mont-Blanc qui dessert entre autres la gare de Saint-Gervais-les-Bains avant d'arriver à celle du Nid-d'Aigle.

## Histoire
Après la mise en place des grands axes ferroviaires à travers la France, la fin du XIXe siècle a vu se développer un vaste programme de ramifications des lignes secondaires (plan Freycinet) jusque dans les campagnes les plus reculées : dans ce cadre, le Fayet est devenu le 15 le terminus de la ligne venant de la Roche-sur-Foron, ouverte à l'exploitation par la Compagnie des chemins de fer de Paris à Lyon et à la Méditerranée (PLM) de 1890 à 1898.

« Nous ne sommes plus à l'époque où l'Anglais Wyndham mettait trois jours pour rallier Genève à Chamonix. Ce trajet s'accomplit maintenant en trois heures. Le P.L.M. — auquel grâces soient rendues pour tant de facilités accordées aux voyageurs — a organisé l'été un service rapide et confortable pour Chamonix. On part le soir de Paris dans d'excellentes voitures directes et à couloir qui vous transportent, ainsi que dans un rêve, à travers une inouïe variété de paysages. Quand vous vous réveillerez le matin, vous n'aurez pas assez d'yeux pour admirer les courbes harmonieuses des monts, la splendeur et la luxuriance de la moyenne vallée de l'Arve. Les cascades blanches dégringolant des rocs berceront votre réveil, et vous arriverez ainsi au Fayet-Saint-Gervais, où vous descendrez de wagon pour monter dans le train électrique à destination de Chamonix. »

— in H. BOLAND, Excursions en France, Librairie Hachette et Cie, 1908
À partir du Fayet, deux autres lignes permettaient de s'enfoncer plus profondément dans le massif montagneux : d'une part, une ligne à voie métrique, appartenant également au PLM, ouverte au public en 1901, desservait la vallée de Chamonix jusqu'à Vallorcine, à la frontière de la Suisse ; d'autre part, le tramway du Mont-Blanc (TMB), chemin de fer à crémaillère sur la plus grande partie de son parcours, géré par une société privée indépendante, conduisait vers Saint-Gervais-les-Bains, les hameaux de Montivon et Bionnay, le col de Voza, le glacier de Bionnassay et le Nid d'Aigle. Le premier tronçon jusqu'au col de Voza a été inauguré en 1909.
D'emblée, la gare du Fayet, avec son « dépôt » et ses voies de garage, a une importance stratégique, puisque c'est dans son périmètre que sont implantés les ateliers de mécanique lourde pour la réparation du matériel roulant.
C'est indéniablement à sa situation géographique dans le fond d'un cul-de-sac que le Fayet doit sa prospérité économique précoce. Il est, avec Chedde juste à côté, le dernier territoire facilement accessible avant les reliefs montagneux.
Jusqu'en 1990, il est le terminus de la liaison transversale « Grandes lignes » Saint-Gervais - La Rochelle.

### Historique de desserte
- 20 novembre 2006 : mise en service des rames automotrices à deux niveaux de la série Z 23500 de la SNCF entre Genève-Eaux-Vives et Saint-Gervais-les-Bains-Le Fayet.
- 9 décembre 2007 : mise en service de la première phase de l'horaire cadencé sur l'ensemble du réseau TER Rhône-Alpes et donc pour l'ensemble des circulations ferroviaires régionales.
- 27 novembre 2011 : dernier jour de la circulation Genève-Eaux-Vives et Saint-Gervais-les-Bains-Le Fayet pour cause de fermeture provisoire de la gare des Eaux-Vives en vue du projet de la ligne CEVA.
- 14 décembre 2019 : la relation quotidienne Saint-Gervais-les-Bains-Le Fayet ↔ Lyon-Part-Dieu (via Sallanches - Combloux - Megève – Cluses – La Roche-sur-Foron – Annemasse – Bellegarde – Culoz – Ambérieu-en-Bugey) devient saisonnière (uniquement les samedis d'hiver)[4].
- 15 décembre 2019 : mise en service des rames automotrices Léman Express  sur la relation Coppet ↔ Saint-Gervais-les-Bains-Le Fayet (via Genève-Cornavin, Annemasse et La Roche-sur-Foron).

## Service des voyageurs

### Accueil
La gare SNCF, dispose d'un bâtiment voyageurs, avec guichets, ouvert tous les jours. Elle est équipée d'automates pour l'achat de titres de transport TER. Des équipements et un service sont à la disposition des personnes à la mobilité réduite.

### Desserte
Aujourd'hui encore, Saint-Gervais-les-Bains-Le Fayet est en quelque sorte la porte d'entrée dans le pays du Mont-Blanc. À ce titre, il constitue un nœud ferroviaire important, terminus de trois lignes différentes :
- Ligne venant de La Roche-sur-Foron, sur laquelle circulent :
  - des trains Léman Express de la ligne L3, sur la relation Coppet ↔ Saint-Gervais-les-Bains-Le Fayet via Genève-Cornavin, Annemasse, La Roche-sur-Foron, Cluses, Sallanches[6].
  - par des trains TER Auvergne-Rhône-Alpes, sur les relations :
    - Bellegarde ↔ Saint-Gervais-les-Bains-Le Fayet via Annemasse, La Roche-sur-Foron, Cluses, Sallanches (en provenance de Lyon-Part-Dieu certains samedis d'hiver) ;
    - Annecy ↔ Saint-Gervais-les-Bains-Le Fayet via La Roche-sur-Foron, Cluses, Sallanches.

  - des TGV inOui pendant les week-ends d'hiver (pour les stations des portes du Mont-Blanc : Combloux, Cordon, La Giettaz-en-Aravis, Megève), sur les relations :
    - Paris-Gare-de-Lyon ↔ Saint-Gervais-les-Bains-Le Fayet via Annemasse, Cluses, Sallanches (également effectuée en été) ;
    - plus rarement Lille-Europe ↔ Saint-Gervais-les-Bains-Le Fayet.

- Ligne à voie métrique vers Chamonix et la Suisse : sous le nom « Mont-Blanc Express », elle dessert les stations de ski sur le parcours (Les Houches, Chamonix, Argentière), puis elle continue vers Vallorcine et au-delà de la frontière, vers Martigny en Suisse (chemin de fer Martigny–Châtelard), avec des correspondances pour Sion et Brigue ;
- Ligne du tramway du Mont-Blanc (TMB) : à destination de la haute montagne, sa vocation est exclusivement touristique. Il est aujourd'hui exploité par la Compagnie du Mont-Blanc, qui gère également de nombreuses installations de remontées mécaniques dans le massif, dont notamment le téléphérique de l'Aiguille du Midi et le chemin de fer du Montenvers.

Trains à Saint-Gervais-les-Bains-Le Fayet
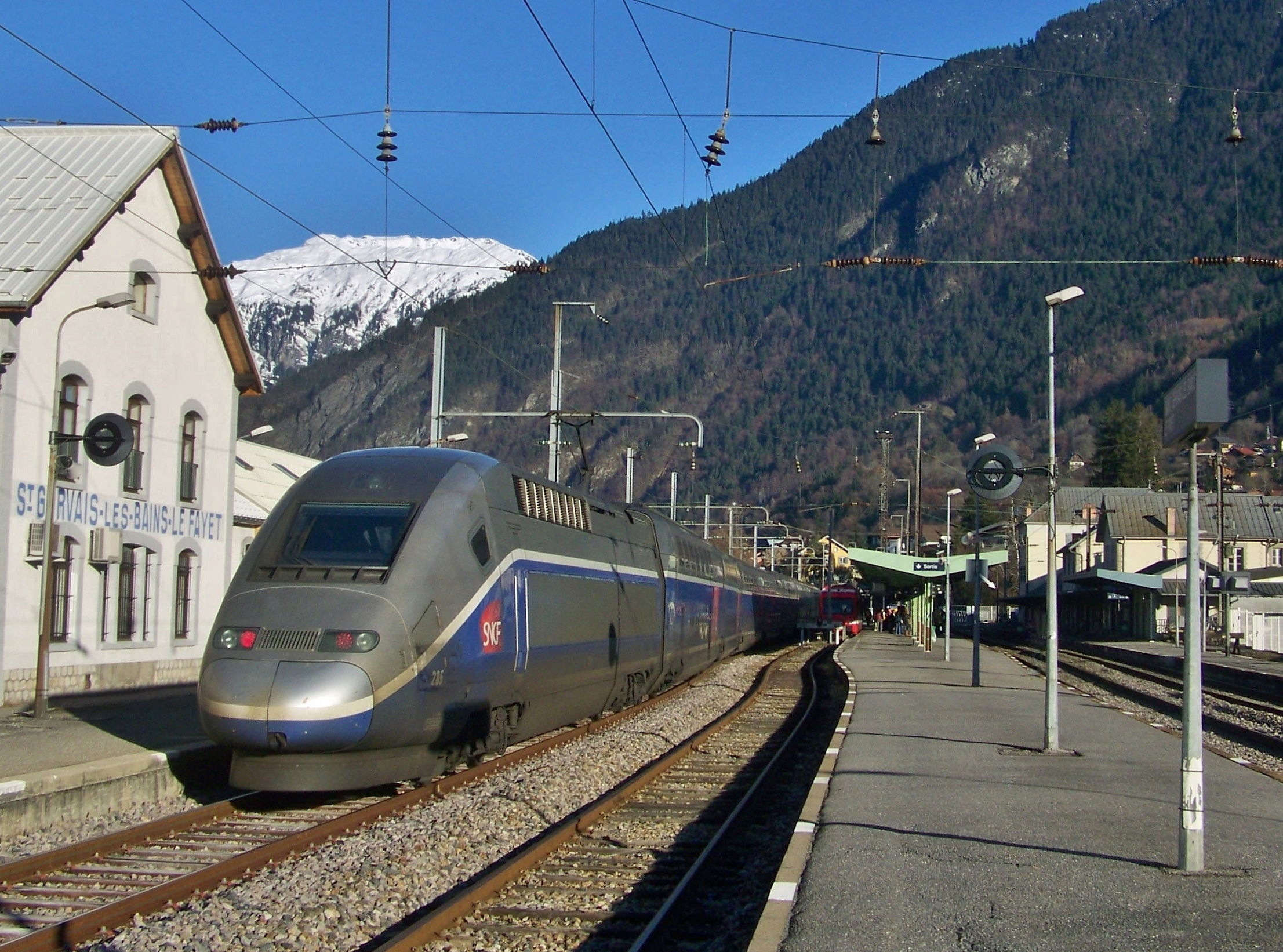
TGV hivernal, sur la relation Paris – Saint-Gervais.
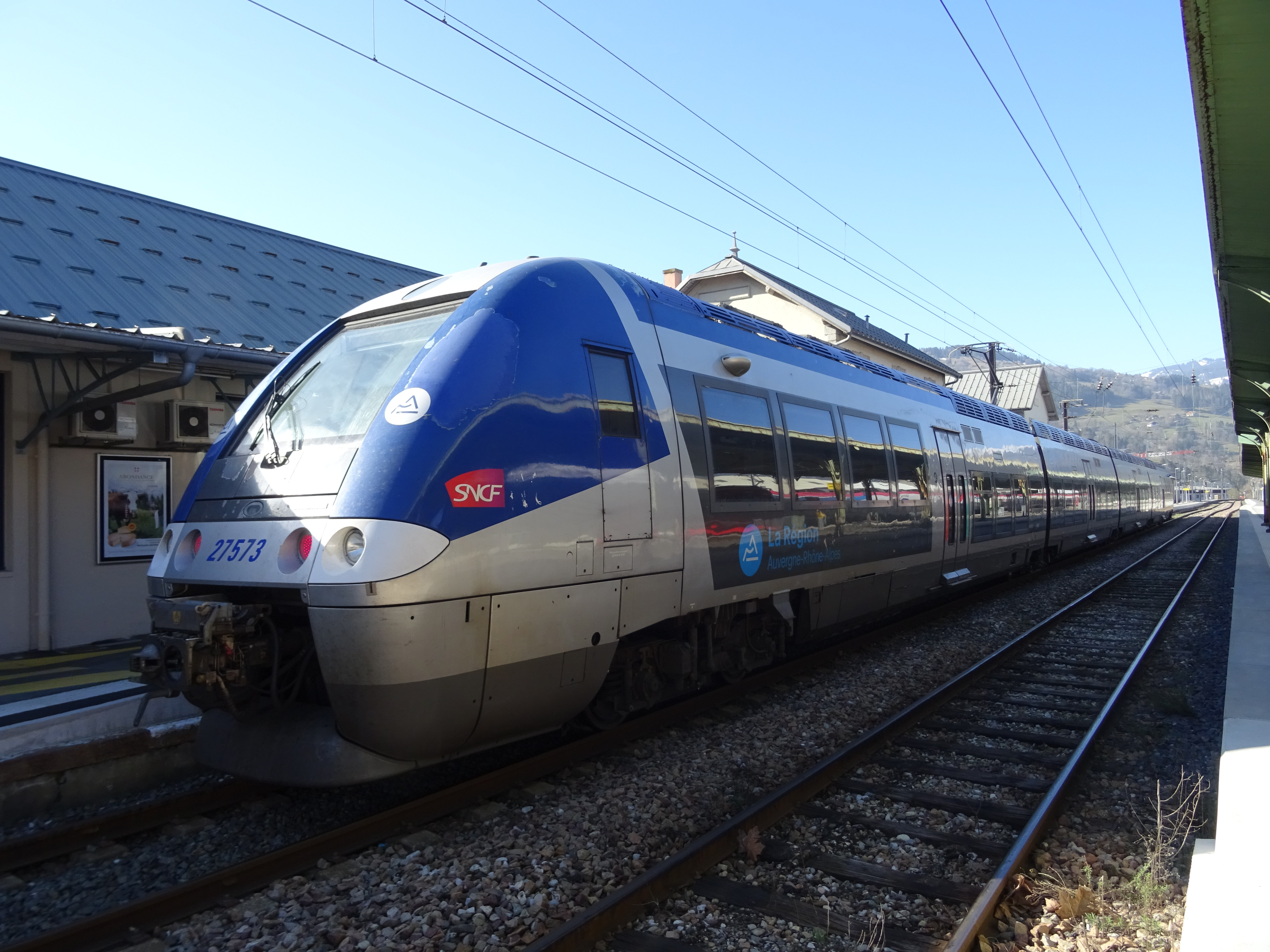
Z 27500 à quai.
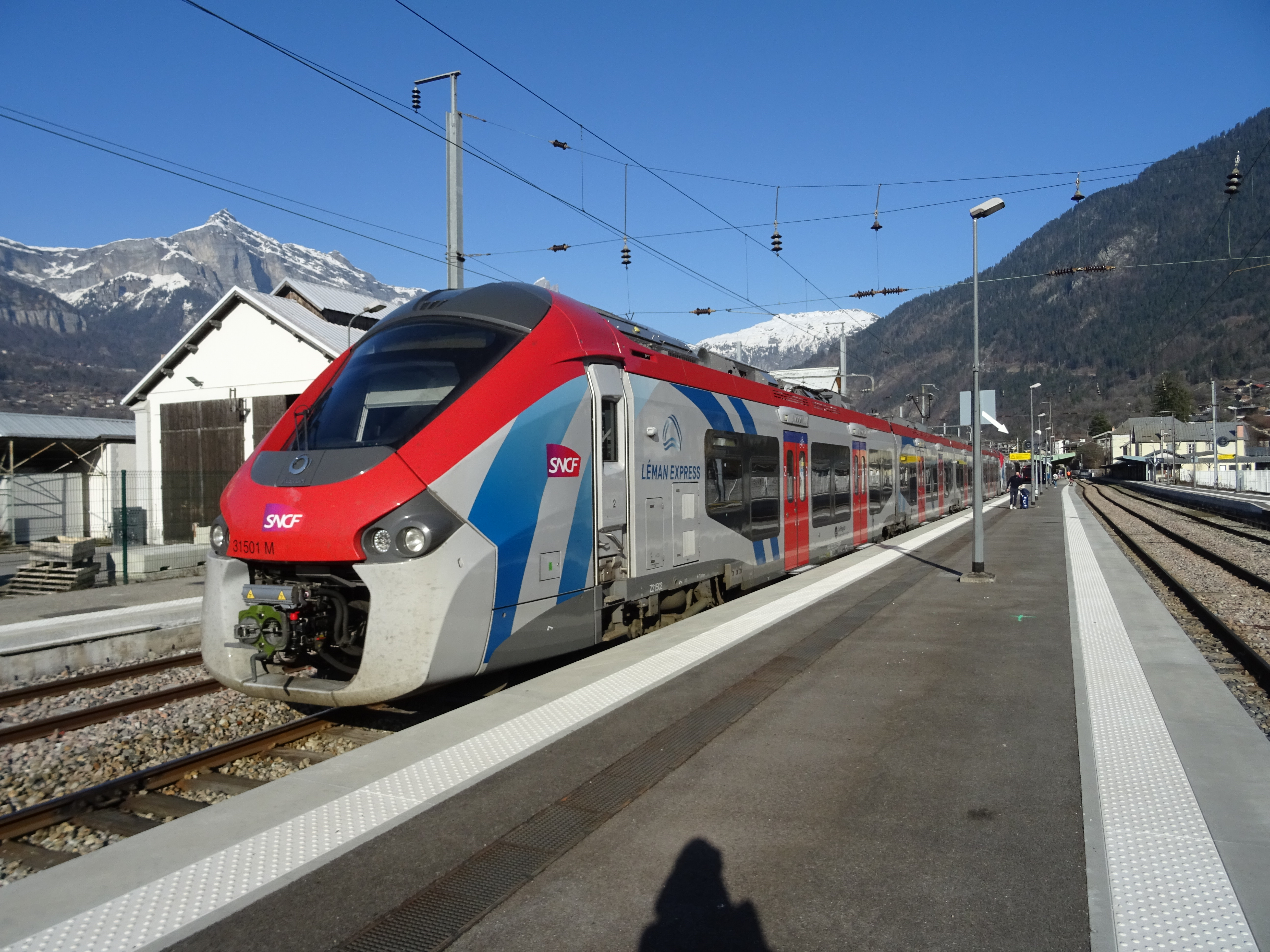
Z 31500 se préparant à assurer un service L3 Saint-Gervais – Coppet.
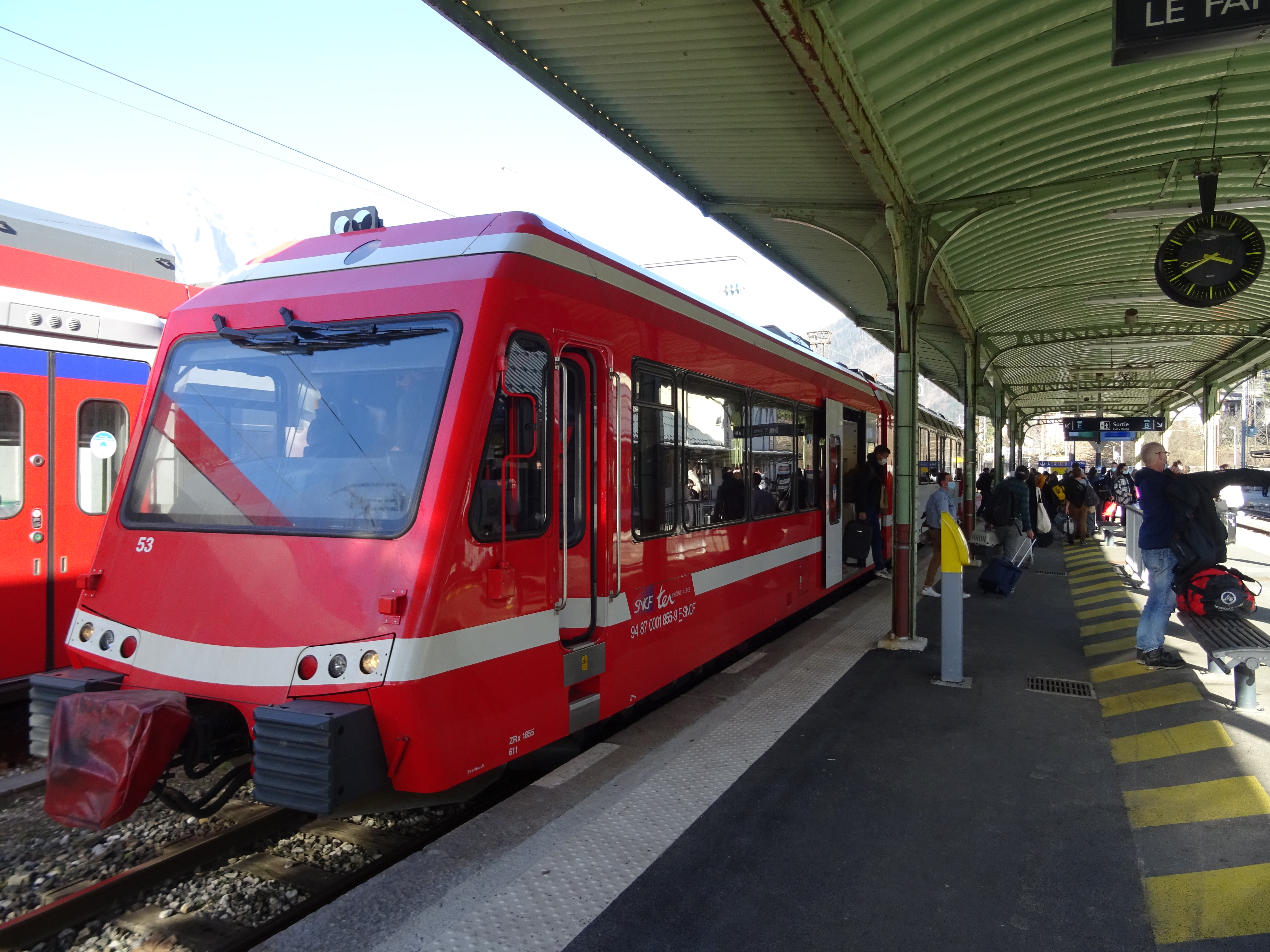
TER sur la relation Saint-Gervais – Chamonix.
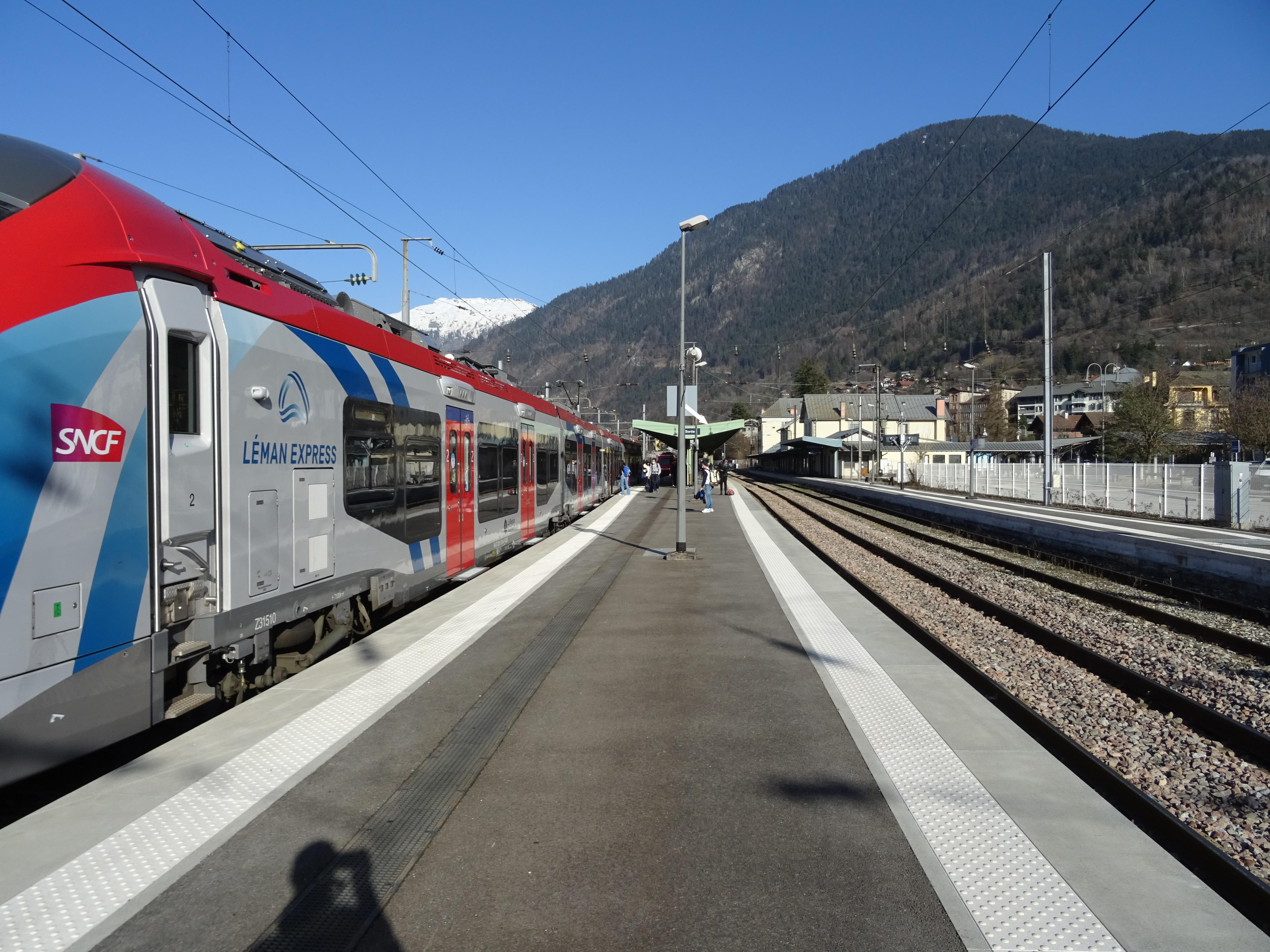
Les voies et les quais.

### Intermodalité
Une gare routière permet les dessertes locales et l'accès aux stations non desservies par le train, telles que Les Contamines-Montjoie ou le plateau d'Assy et Plaine Joux. La gare est desservie par les lignes Y81, Y82, Y84 et Y85 des Cars Région Haute-Savoie.